# Octavia Spencer
Octavia Lenora Spencer (Montgomery, Alabama, 1970. május 25. –) Oscar-, BAFTA- és Golden Globe-díjas amerikai színésznő.
Első filmes szerepét a Ha ölni kell című filmdrámában kapta meg 1995-ben. Az áttörést A segítség (2011) hozta el számára, alakítását női mellékszereplőként Oscar-, BAFTA- és Golden Globe-díjakkal méltatták. Azóta több jelentős filmszerepet kapott: feltűnt A megálló (2013), A beavatott-sorozat: A lázadó (2014), A beavatott-sorozat: A hűséges (2016) és A számolás joga (2016) című filmekben – utóbbival egy második Oscar- és Golden Globe-jelölést is szerzett. A két filmes díjra a 2017-es A víz érintése című fantasyfilmjével harmadik alkalommal is jelölték.

## Fiatalkora és családja
Hat testvére van. Édesanyja nevelte őket, aki elhunyt, mikor Spencer tizennyolc éves volt.
Spencer az Auburn Egyetem hallgatója lett angol és színművészet szakon, 1994-ben végzett.

## Pályafutása
Egy évvel később megkapta első filmes szerepét a Ha ölni kell című filmdrámában főszerepben Sandra Bullockkal, Matthew McConaughey-val és Samuel L. Jacksonnal. A film forgatása közben ismerkedett meg Tate Taylorral, akivel barátságot kötött. 1997-ben Spencer A kulcsjátékos című vígjátékban szerepelt, de sok jelenetét kivágták. A következő évek apróbb vendégszerepekkel teltek el filmekben és televíziós sorozatokban, mint a Vészhelyzet vagy az X-akták. 2000-ben kapott nagyobb volumenű szerepet a City of Angels című sorozatban Viola Davisszal, Blair Underwooddal és Vivica A. Foxszal.
A váratlan fordulat 2010-ben következett be, mikor barátja, Tate Taylor bemutatta A segítség filmezési jogait megvásárló Kathryn Stockettnek. A regény sikere nyomást helyezett a készítőkre, hogy egy ismert színészt válasszanak Minny szerepére, azonban Spencer elég meggyőző volt a meghallgatásokon. A film kereskedelmileg és kritikailag is megütötte az elégedettségi mércét, Spencer pedig Oscar-díjat nyert. A következő években szerepelt A megálló című drámában, A beavatott-sorozat filmjeiben és hangját is kölcsönözte a Zootropolis – Állati nagy balhé című animációs filmben. Legnépszerűbb alakítása A számolás jogában volt, matematikust játszik, aki más afro-amerikai nőkkel egyetemben segít a NASÁ-nak elstartolni az űrbe.
2017-es A víz érintése című filmjéért Golden Globe-díjra jelölték.

## Filmográfia

### Film
| Év   | Magyar cím                                 | Eredeti cím                                          | Szerep                      | Magyar hang        |
| ---- | ------------------------------------------ | ---------------------------------------------------- | --------------------------- | ------------------ |
| 1996 | Ha ölni kell                               | A Time to Kill                                       | Annette nővér               |                    |
| 1996 |                                            | Valley Girls (rövidfilm)                             | pomponlány                  |                    |
| 1997 | A kulcsjátékos                             | The 6th Man                                          | Nativity Watson             |                    |
| 1997 | Csillagszóró                               | Sparkler                                             | Wanda                       |                    |
| 1998 |                                            | Making Sandwiches (rövidfilm)                        | ismeretlen szerep           |                    |
| 1999 | A bambanő                                  | Never Been Kissed                                    | Cynthia                     | Némedi Mari        |
| 1999 | A John Malkovich menet                     | Being John Malkovich                                 | lift utasa                  |                    |
| 1999 | Állj, vagy jövök!                          | Blue Streak                                          | Shawna                      | Kocsis Mariann     |
| 1999 | Vigyázz, kész, szűz!                       | American Virgin                                      | Agnes Large                 |                    |
| 1999 |                                            | The Sky Is Falling                                   | nővér                       |                    |
| 2000 |                                            | Everything Put Together                              | nővér                       |                    |
| 2000 | A nőfaló ufó                               | What Planet Are You From?                            | bébiszitter                 |                    |
| 2000 |                                            | Auto Motives (rövidfilm)                             | Rhonda                      |                    |
| 2000 | Gagyi mami                                 | Big Momma's House                                    | Twila                       | Balogh Anna        |
| 2000 | Haláli blöff                               | Four Dogs Playing Poker                              | pincérlány                  |                    |
| 2001 |                                            | The Journeyman                                       | Black Belly                 |                    |
| 2002 | Pókember                                   | Spider-Man                                           | recepciósnő                 |                    |
| 2003 | Tökös srác                                 | Sol Goode                                            | munkaközvetítő ügynök       |                    |
| 2003 | Doktor Szöszi 2.                           | Legally Blonde 2: Red, White & Blonde                | testőrnő                    | Némedi Mari        |
| 2003 | S.W.A.T. – Különleges kommandó             | S.W.A.T.                                             | szomszédasszony             |                    |
| 2003 | Tapló télapó                               | Bad Santa                                            | Opal                        | Kiss Anikó         |
| 2004 | Nyerj egy randit Tad Hamiltonnal!          | Win a Date with Tad Hamilton!                        | Janine                      | Braun Rita         |
| 2004 | Szakítani tudni kell                       | Breakin' All the Rules                               | stylist                     |                    |
| 2005 | Carter edző                                | Coach Carter                                         | Mrs. Battle                 |                    |
| 2005 | A bosszú iskolája                          | Pretty Persuasion                                    | nő                          |                    |
| 2005 | Szabad egy táncra?                         | Marilyn Hotchkiss' Ballroom Dancing and Charm School | Ayisha Lebaron              |                    |
| 2005 | Beépített szépség 2. – Csábítunk és védünk | Miss Congeniality 2: Armed and Fabulous              | Octavia a könyvesboltban    |                    |
| 2005 | Szép még lehetsz                           | Beauty Shop                                          | kövér vásárló               |                    |
| 2005 |                                            | Wannabe                                              | Lady Chanet Janney Jones    |                    |
| 2006 | Mezsgye                                    | Pulse                                                | lakástulajdonos             | Némedi Mari        |
| 2007 | 9 – A szám hatalma                         | The Nines                                            | járókelő                    |                    |
| 2008 | Csúnyán szép az élet                       | Pretty Ugly People                                   | Mary                        | Makay Andrea       |
| 2008 | Hét élet                                   | Seven Pounds                                         | Kate, az ápolónő            |                    |
| 2009 | Pokolba taszítva                           | Drag Me to Hell                                      | banki alkalmazott           |                    |
| 2009 |                                            | Jesus People: The Movie                              | Angelique angyal            |                    |
| 2009 | A szólista                                 | The Soloist                                          | zaklatott nő                |                    |
| 2009 | Külvárosi kamaszok                         | Just Peck                                            | tanárnő                     |                    |
| 2009 | Halloween 2.                               | Halloween II                                         | Daniels nővér               |                    |
| 2009 |                                            | Love at First Hiccup                                 | Mrs. Hambrick               |                    |
| 2009 |                                            | Herpes Boy                                           | Rochelle                    |                    |
| 2010 |                                            | Small Town Saturday Night                            | Rhonda Dooley               |                    |
| 2010 | Gyógyegér vacsorára                        | Dinner for Schmucks                                  | Madame Nora                 |                    |
| 2010 |                                            | Peep World                                           | Alison                      |                    |
| 2011 | Bankcsapda                                 | Flypaper                                             | Madge Wiggins               | Makay Andrea       |
| 2011 | A segítség                                 | The Help                                             | Minny Jackson               | Kocsis Mariann     |
| 2011 |                                            | Girls! Girls! Girls!                                 | ismeretlen szerep           |                    |
| 2012 | Szárazon                                   | Smashed                                              | Jenny                       | Pálos Zsuzsa       |
| 2012 |                                            | Blues for Willadean                                  | LaSonia Robinson            |                    |
| 2013 | A megálló                                  | Fruitvale Station                                    | Wanda                       | Kocsis Mariann     |
| 2013 |                                            | Lost on Purpose                                      | Keller nővér                |                    |
| 2013 | Snowpiercer – Túlélők viadala              | Snowpiercer                                          | Tanya                       | Makay Andrea       |
| 2013 | Percy Jackson: Szörnyek tengere            | Percy Jackson: Sea of Monsters                       | Martha (hangja)             | Németh Borbála     |
| 2013 | Kitérek a hitemből                         | Paradise                                             | Loray                       | Andresz Kati       |
| 2014 | Get on Up – A James Brown sztori           | Get on Up                                            | Honey néni                  | Makay Andrea       |
| 2014 |                                            | Black or White                                       | Rowena Jeffers              |                    |
| 2015 | A beavatott-sorozat: A lázadó              | The Divergent Series: Insurgent                      | Johanna                     | Timkó Eszter       |
| 2015 | Apák és lányaik                            | Fathers and Daughters                                | Dr. Corman                  | Kocsis Mariann     |
| 2015 |                                            | The Great Gilly Hopkins                              | Mrs. Harris                 |                    |
| 2016 |                                            | The Free World                                       | Linda Workman               |                    |
| 2016 | Zootropolis – Állati nagy balhé            | Zootropolis                                          | Vidrovszki asszony (hangja) | Kovács Nóra        |
| 2016 | A beavatott-sorozat: A hűséges             | The Divergent Series: Allegiant                      | Johanna                     | Timkó Eszter       |
| 2016 |                                            | Car Dogs                                             | Mrs. Barrett                |                    |
| 2016 | Tapló télapó 2.                            | Bad Santa 2                                          | Opal                        | Makay Andrea       |
| 2016 | A számolás joga                            | Hidden Figures                                       | Dorothy Vaughan             | Bognár Gyöngyvér   |
| 2017 | A viskó                                    | The Shack                                            | Papa                        | Kocsis Mariann     |
| 2017 |                                            | Small Town Crime                                     | Kelly Banks                 |                    |
| 2017 | A tehetség                                 | Gifted                                               | Roberta                     | Balogh Anna        |
| 2017 | A víz érintése                             | The Shape of Water                                   | Zelda Fuller                | Kocsis Mariann     |
| 2018 | Egy olyan srác, mint Jake                  | A Kid Like Jake                                      | Judy                        | Náray Erika        |
| 2018 | Instant család                             | Instant Family                                       | Karen                       | Kocsis Mariann     |
| 2019 | Mami                                       | Ma                                                   | Sue Ann                     | Kocsis Mariann     |
| 2019 |                                            | Luce                                                 | Harriet Wilson              |                    |
| 2020 | Dolittle                                   | Dolittle                                             | Dab-Dab (hangja)            | Kocsis Mariann     |
| 2020 | Előre                                      | Onward                                               | Corey, a Mantikór (hangja)  | Kocsis Mariann     |
| 2020 | Roald Dahl: Boszorkányok                   | The Witches                                          | nagymama                    | Kocsis Mariann     |
| 2020 | Szuperagy                                  | Superintelligence                                    | önmaga (hangja)             | Kocsis Mariann     |
| 2021 | A lecsap csapat                            | Thunder Force                                        | Emily Stanton / Bingo       | Kocsis Mariann     |
| 2021 | Találkozás                                 | Encounter                                            | Hattie                      |                    |
| 2022 | A karácsony szellemében                    | Spirited                                             | Kimberly                    |                    |
| 2025 | A hupikék törpikék                         | Smurfs                                               | Asmodius (hangja)           | Menszátor Magdolna |

### Televízió
- Ki ez a lány?

## Fontosabb díjak és jelölések
| Év   | Cím             | Díj                                                           | Eredmény |
| ---- | --------------- | ------------------------------------------------------------- | -------- |
| 2012 | A segítség      | BAFTA-díj a legjobb női mellékszereplőnek                     | Elnyerte |
| 2012 | A segítség      | Golden Globe-díj a legjobb női mellékszereplőnek              | Elnyerte |
| 2012 | A segítség      | Oscar-díj a legjobb női mellékszereplőnek                     | Elnyerte |
| 2012 | A segítség      | Screen Actors Guild-díj a legjobb női mellékszereplőnek       | Elnyerte |
| 2012 | A segítség      | Screen Actors Guild-díj a legjobb szereplőgárdának (mozifilm) | Elnyerte |
| 2017 | A számolás joga | Golden Globe-díj a legjobb női mellékszereplőnek              | Jelölve  |
| 2017 | A számolás joga | Oscar-díj a legjobb női mellékszereplőnek                     | Jelölve  |
| 2017 | A számolás joga | Screen Actors Guild-díj a legjobb női mellékszereplőnek       | Jelölve  |
| 2017 | A számolás joga | Screen Actors Guild-díj a legjobb szereplőgárdának (mozifilm) | Elnyerte |
| 2018 | A víz érintése  | Golden Globe-díj a legjobb női mellékszereplőnek              | Jelölve  |
| 2018 | A víz érintése  | BAFTA-díj a legjobb női mellékszereplőnek                     | Jelölve  |
| 2018 | A víz érintése  | Oscar-díj a legjobb női mellékszereplőnek                     | Jelölve  |